# Pietro Rava
Pietro Rava (Cassine, Alessandria, 21 de enero de 1916-Turín, 5 de noviembre de 2006) fue un futbolista y director técnico italiano. Se desempeñaba en la posición de defensa. Fue el último sobreviviente del equipo campeón mundial italiano de 1938.

## Selección nacional
Fue internacional con la selección de fútbol de Italia en 30 ocasiones. Debutó el 3 de agosto de 1936, en un encuentro ante la selección de los Estados Unidos que finalizó con marcador de 1-0 a favor de los italianos.

### Participaciones en Copas del Mundo
| Mundial                        | Sede    | Resultado |
| ------------------------------ | ------- | --------- |
| Copa Mundial de Fútbol de 1938 | Francia | Campeón   |

## Clubes

### Como futbolista
| Club               | País   | Año         |
| ------------------ | ------ | ----------- |
| Juventus F. C.     | Italia | 1935 - 1946 |
| Alessandria Calcio | Italia | 1946 - 1947 |
| Juventus F. C.     | Italia | 1947 - 1950 |
| Novara Calcio      | Italia | 1950 - 1952 |

### Como entrenador
| Club               | País   | Año         |
| ------------------ | ------ | ----------- |
| Calcio Padova      | Italia | 1952        |
| Carrarese Calcio   | Italia | 1953        |
| Calcio Padova      | Italia | 1953 - 1954 |
| A. C. Cuneo        | Italia | 1954 - 1955 |
| A. C. Monza        | Italia | 1955 - 1956 |
| U. C. Sampdoria    | Italia | 1956 - 1957 |
| U. S. Palermo      | Italia | 1957        |
| A. C. Monza        | Italia | 1958 - 1959 |
| Alessandria Calcio | Italia | 1961 - 1963 |
| A. S. Biellese     | Italia | 1963 - 1964 |

## Palmarés

### Campeonatos nacionales
| Título      | Club           | País   | Año     |
| ----------- | -------------- | ------ | ------- |
| Copa Italia | Juventus F. C. | Italia | 1937-38 |
| Copa Italia | Juventus F. C. | Italia | 1941-42 |
| Serie A     | Juventus F. C. | Italia | 1949-50 |

### Copas internacionales
| Título                 | Equipo              | País   | Año  |
| ---------------------- | ------------------- | ------ | ---- |
| Copa Mundial de Fútbol | Selección de Italia | Italia | 1938 |

### Condecoraciones
| Condecoración                                             | Año  |
| --------------------------------------------------------- | ---- |
| Comendador de la Orden al Mérito de la República Italiana | 2003 |